# Leonard Slatkin
Pour les articles homonymes, voir Slatkin.
Leonard Slatkin est un chef d'orchestre américain, né le 1er septembre 1944 à Los Angeles.

## Biographie

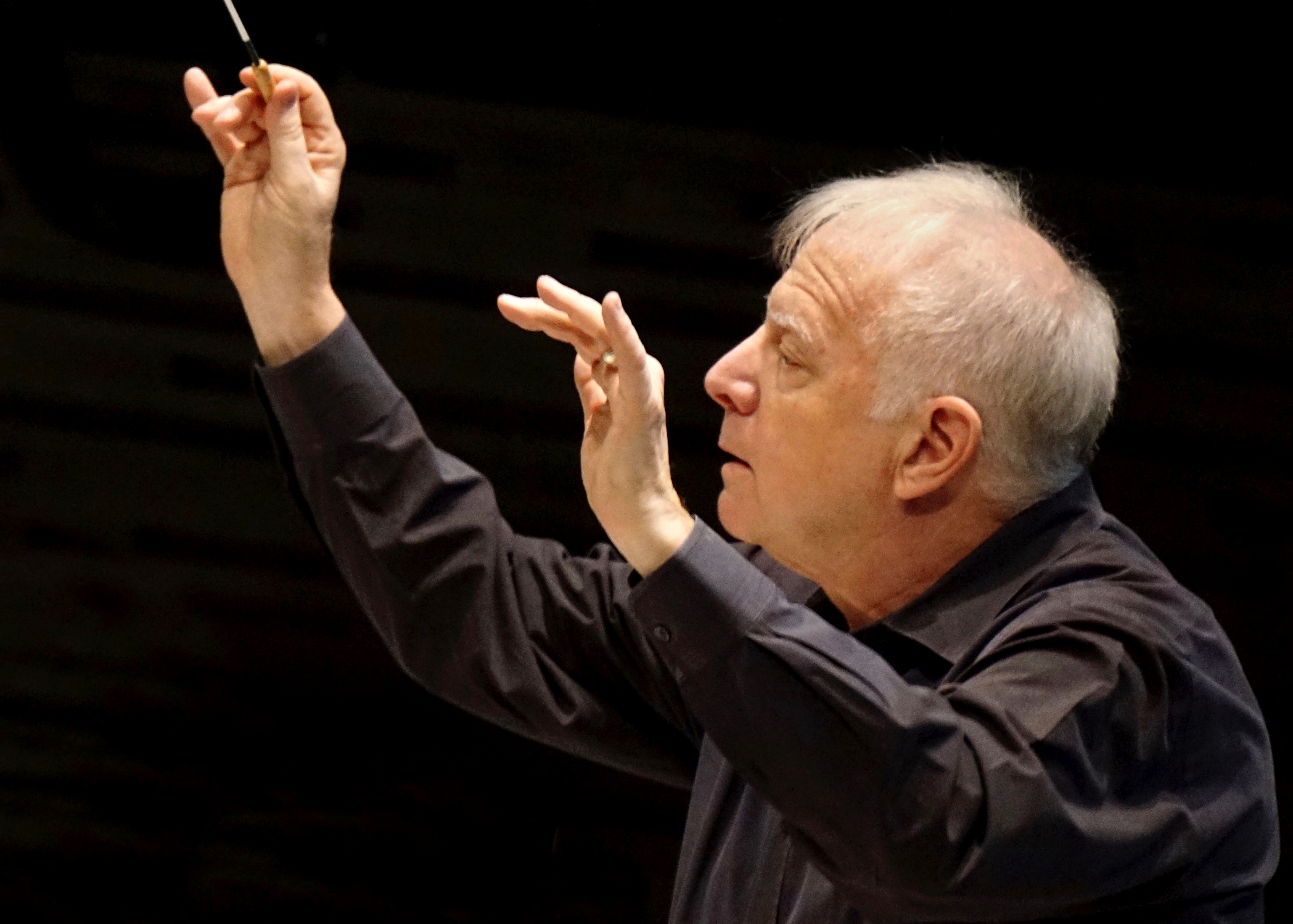
Leonard Slatkin à la baguette, dirigeant l'orchestre national de Lyon en 2016.

Slatkin est né dans une famille de musiciens. Son père, Felix Slatkin, était le violoniste, chef d'orchestre et fondateur du Hollywood String Quartet, et sa mère, Eleanor Aller (en), la violoncelliste du quatuor.
Il étudie à l'université de l'Indiana et au Los Angeles City College avant de rejoindre la Juilliard School où il étudie la direction d'orchestre avec Jean-Paul Morel. Ses débuts comme chef ont lieu en 1966, et en 1968 il devient chef assistant à l'Orchestre symphonique de Saint Louis. Il y reste jusqu'en 1977, où il devient le chef principal de l'Orchestre philharmonique de La Nouvelle-Orléans. Il s'est notamment produit pour la première fois avec le New York Philharmonic en 1974 et dirige régulièrement les plus grands orchestres américains.
Slatkin retourne à Saint Louis en 1979 comme directeur musical de l'orchestre symphonique. Le profil national de l'orchestre s'améliore grandement sous sa direction. Il reste à ce poste jusqu'en 1996, où il devient chef de l'Orchestre symphonique national à Washington. Son contrat avec cet orchestre doit se conclure en 2008, date à laquelle il prend en charge l'Orchestre symphonique de Détroit. En outre, il a succédé à Sir Andrew Davis à la tête du BBC Symphony Orchestra de 2000 à 2005.
Il devient en 2011 directeur musical de l'Orchestre national de Lyon. Lors du dernier concert de la saison 2016-2017, il dirige à l'auditorium Maurice-Ravel : après une première partie où se produit la violoniste Anne-Sophie Mutter, la Symphonie fantastique d’Hector Berlioz, première œuvre qu’il avait offerte avec l’orchestre à son arrivée. Il reste à la tête de l'Orchestre national de Lyon jusqu'en 2020, l'emmenant dans une progression artistique saluée par la critique internationale.

## Répertoire
En 1985, il enregistre la première version stéréo numérique de Casse-noisette de Tchaikovsky avec l'Orchestre symphonique de Saint Louis.
Slatkin dirige un répertoire très étendu, mais se distingue tout particulièrement par ses interprétations de la musique américaine du XXe siècle. Ses compositions, incluant The Raven pour récitant et orchestre (d'après le poème éponyme « Le Corbeau » d'Edgar Allan Poe, 1971), sont très peu connues.